# HMCS Lindsay (K338)
HMCS Lindsay (K338) je bila korveta izboljšanega razreda Flower, ki je med drugo svetovno vojno plula pod zastavo Kraljeve kanadske vojne mornarice.

## Zgodovina
Ladjo so leta 1946 prodali in jo preuredili v trgovsko ladjo North Shore.